# Achromadora semiarmata
Achromadora semiarmata is een rondwormensoort uit de familie van de Cyatholaimidae. De wetenschappelijke naam van de soort is voor het eerst geldig gepubliceerd in 1952 door Altherr.